# M・A・D
「M・A・D」（エム・エイ・ディー）は、日本のロックバンドであるBUCK-TICKの楽曲。
1991年6月5日にビクター音楽産業のインビテーションレーベルから4枚目のシングルとしてリリースされた。作詞は櫻井敦司、作曲は今井寿が担当し、BUCK-TICKによるセルフ・プロデュースとなっている。
前作「スピード」（1991年）よりおよそ半年振りにリリースされたシングルであり、6枚目のオリジナル・アルバム『狂った太陽』（1991年）からの1枚目のリカットとなった(リリース時には「M・A・D (EXTENDED DANCE MIX)」という表記がされていた)。同日にはシングル盤と同内容のミュージック・ビデオを収録したVHS作品がリリースされた。
オリコンチャートでは最高位4位となった。

## 録音
アルバム『狂った太陽』（1991年）は、1990年9月20日から11月13日に掛けてビクター青山スタジオにてレコーディングが行われていた。しかし当初10日間の予定であった今井寿のギター・ダビングに25日間を要する結果となり、さらに同年10月6日に開催予定のイベントライブ「Great Double Booking」のリハーサルも同時進行で行われたため時間が不足している状態であった。さらに10曲分レコーディングが終了した後に今井が「スピード」と本作を含む新曲4曲を持ち込んだために、レコーディングと同時進行で4曲分のリハーサルも必要となったために2個から3個のスタジオを占拠した状態で、時間に追われながらの作業であったと樋口豊は述べている。ヤガミトールは4曲は無理だと訴えて、2曲はボツにしたと述べている。

## リリース
1991年6月5日にビクター音楽産業のInvitationレーベルから8センチCDおよびカセットテープの2形態でリリースされた。カセットテープ版はA、B両面に「M・A・D」「ANGELIC CONVERSATION」が2曲続けて収録されている。
カップリング曲「ANGELIC CONVERSATION」は4枚目のアルバム『TABOO』（1989年）収録曲の新バージョンである。アコースティック・ギターを12弦に差し替え、ボーカルは全て録り直している。今井のギターはフレーズ及び音色を様々に変化させている。ボーカル録り直しについては、櫻井自身も今の声で表現してみたいと考えてのことであると述べている。同曲のミュージックビデオは世界各地より様々な映像を取り寄せて編集を行っており、貴重な映像資料も含まれている。

## チャート成績
本作はオリコンチャートにおいて最高位4位となり売り上げ枚数は8.4万枚となった。
本作の売り上げ枚数はBUCK-TICKのシングル売上ランキングにおいて9位となっている。また、2022年に実施されたねとらぼ調査隊によるBUCK-TICKのシングル人気ランキングにおいては17位となった。

## カバー、別バージョン
シングルバージョンはアルバム『狂った太陽』に収録されたバージョンとは異なり、前奏のSEおよび終盤の歌唱部分がカットされている。またミックスも再度行っており、ドラムがタイトになったほかにベースもバランスをほぼシンセベースのみにし、よりテクノ的なサウンドになっている。
また、BUCK-TICK自身によるセルフカバー・アルバム『殺シノ調べ This is NOT Greatest Hits』（1992年）においてリアレンジ・バージョンが収録された。ヤガミトールによれば、同アルバムにおいてシングルとしてリリースした楽曲は基本的に手を加えないという方針をメンバー間で決定していた。しかし本作に関して今井は、シングルバージョンが完璧に仕上がった出来であったために、「この曲はもう壊すだけ壊すしかないと思った」と述べたほか、それ以上のものを制作するよりも一度破壊して再度組み立て直すつもりでリアレンジに踏み切ったと述べている。そのため新しい切り口で新曲のつもりで制作し、またライブでの再現性を無視してすべて打ち込みで制作、「中途半端はヤメて、人間じゃ再生不可能にしました。だからこのままではライヴでは出来ません。無理です」と述べている。
その他、本作はトリビュート・アルバム『PARADE II 〜RESPECTIVE TRACKS OF BUCK-TICK〜』（2012年）においてAA=がカバーしている。

## シングル収録曲
| 全編曲: BUCK-TICK。 |                          |           |           |       |
| #                   | タイトル                 | 作詞      | 作曲      | 時間  |
| 1.                  | 「M・A・D」              | 櫻井敦司  | 今井寿    | 4:26  |
| 2.                  | 「ANGELIC CONVERSATION」 | 今井寿    | 今井寿    | 5:38  |
| 合計時間:           | 合計時間:                | 合計時間: | 合計時間: | 10:04 |

## スタッフ

### BUCK-TICK
- Atsushi - ボーカル
- Hisashi - ギター
- Hide - ギター
- U-ta - ベース
- Toll - ドラムス

### スタッフ
- BUCK-TICK - プロデューサー
- 田中淳一 - ディレクター
- 関口明 - A・D
- 比留間整（サウンドスカイスタジオ） - レコーディング・エンジニア
- サカグチケン - アート・ディレクション

## リリース履歴
| No. | 日付         | レーベル             | 規格         | 規格品番                   | 最高順位 | 備考 |
| --- | ------------ | -------------------- | ------------ | -------------------------- | -------- | ---- |
| 1   | 1991年6月5日 | ビクター／Invitation | 8センチCD CT | VIDL-62 (CD) VISL-130 (CT) | 4位      |      |

## 収録アルバム
「M・A・D」
- 『狂った太陽』（1991年）
- 『殺シノ調べ This is NOT Greatest Hits』（1992年） - 再録バージョン。
- 『CATALOGUE 1987-1995』（1995年）
- 『BT』（1999年）
- 『CATALOGUE VICTOR→MERCURY 87-99』（2012年）

「ANGELIC CONVERSATION」
- 『TABOO』（1989年） - 原曲バージョン。
- 『BT』（1999年）
- 『狂った太陽』（2002年） - リマスター初回盤のみ収録
- 『CATALOGUE 2005』（2005年）
- 『CATALOGUE VICTOR→MERCURY 87-99』（2012年） - 原曲バージョン。
- 『CATALOGUE 1987-2016』（2017年）
- 『CATALOGUE THE BEST 35th anniv. 』（2022年）- (2022 Mix)バージョン。